# 奶茶聯盟
奶茶聯盟或奶茶同盟（英語：Milk Tea Alliance），是一個社交網絡概念。最初由泰國、香港和台灣的網民在2020年4月組成，這個概念在2020年泰國示威中被帶到了街頭上，逐漸由網絡發展為現實中的直接行動。此後隨著2021年緬甸軍事政變和隨之而來的反軍政府示威，不斷有來自其他東南亞國家的網民響應加入，成為东南亚社運人士在社交媒體上反對極權統治的陣線。

## 背景
2019年至2020年期間，反抗中国内地壓迫的香港抗議活動以及受到軍事和經濟脅迫的台灣與泰國親民主團體合作。通過Twitter平台，來自香港和台灣的用戶加入了泰國用戶的行列，對中國大陆的批評也變成了反獨裁。
2020年4月初, 泰國演員瓦奇拉維特·奇瓦雷在Twitter上轉載了一張把香港列為「國家」的圖片，後一度公開道歉，其後又有中國大陸網民翻出他的女友在Twitter上轉載了有關COVID-19的推文，推文指武汉病毒研究所儲存有包括蝙蝠在內的1500種毒株，被指控者解读为要證明病毒源於武漢。，
中国驻泰国大使馆亦發表聲明回應指「中泰友誼源遠流長」、「中泰一家親」情誼將會變得更加強大。面對攻擊，泰國網民製作大量網路迷因和評論，又以主題標籤反擊，引發了台灣和香港網民的討論和學習 。2020年6月25日，他所在的GMMTV母公司GMM格萊美派律師前往科技犯罪部門，對被指控傳播有關他的惡意信息的社交媒體用戶提起訴訟。

## 發展
- 中國駐泰國大使館發出的聲明引發了香港和台灣網民的加入，以三地都各喜歡奶茶、其習慣和文化，泰國的泰式奶茶、台灣的珍珠奶茶和香港的絲襪奶茶為共通點，組成了奶茶聯盟[2]。英國報章《每日电讯报》稱這是「該區域難得一見的團結時刻」[8]。推廣香港及世界各地奶茶文化的Facebook專頁「奶茶通俗學」發佈了一張圖片，三地的擬人代表舉起各有特色的奶茶，示意奶茶聯盟的成立，該圖後被網民廣傳。亦有網民以三地奶茶深淺顏色為本，創出了一支「奶茶聯盟」旗。[1]其後，由於有研究指中國在滋養近6000萬人的湄公河上游澜沧江建了11個水壩，令位處下游的泰國和周邊的東南亞國家發生嚴重旱災[9][10]，泰國網友發起「#StopMekongDam」標籤，希望台港網友一同關注有關議題。[11]一些来自其他國家包括日本、印度、馬來西亞、蒙古、澳洲的网民，都紛紛表示也有自己的奶茶，並加入了奶茶聯盟。[12][13][14]

- 2020年5月，中华人民共和国与印度邊境發生衝突，印度執政黨人民黨兩名議員在5月20日中華民國第十五任總統、副總統就職典禮上恭賀總統蔡英文連任和副總統賴清德就職，台灣數位外交協會為此製作了「台印奶茶同盟圖」，印度媒體《獨立雜誌（英语：Swarajya (magazine)）》亦以此圖作為封面報導，引起印度網民熱話。中国驻印度大使則對此表示抗議，指控他們違反了「一中原则」。[15][16]有LIHKG討論區會員發佈了一張羅摩與龙戰鬥、寫着字句的圖片，寓意希望能聯手擊退中國，圖片被《英文台灣日報》轉載，亦引來了各地網民的轉發。[17][18][19]

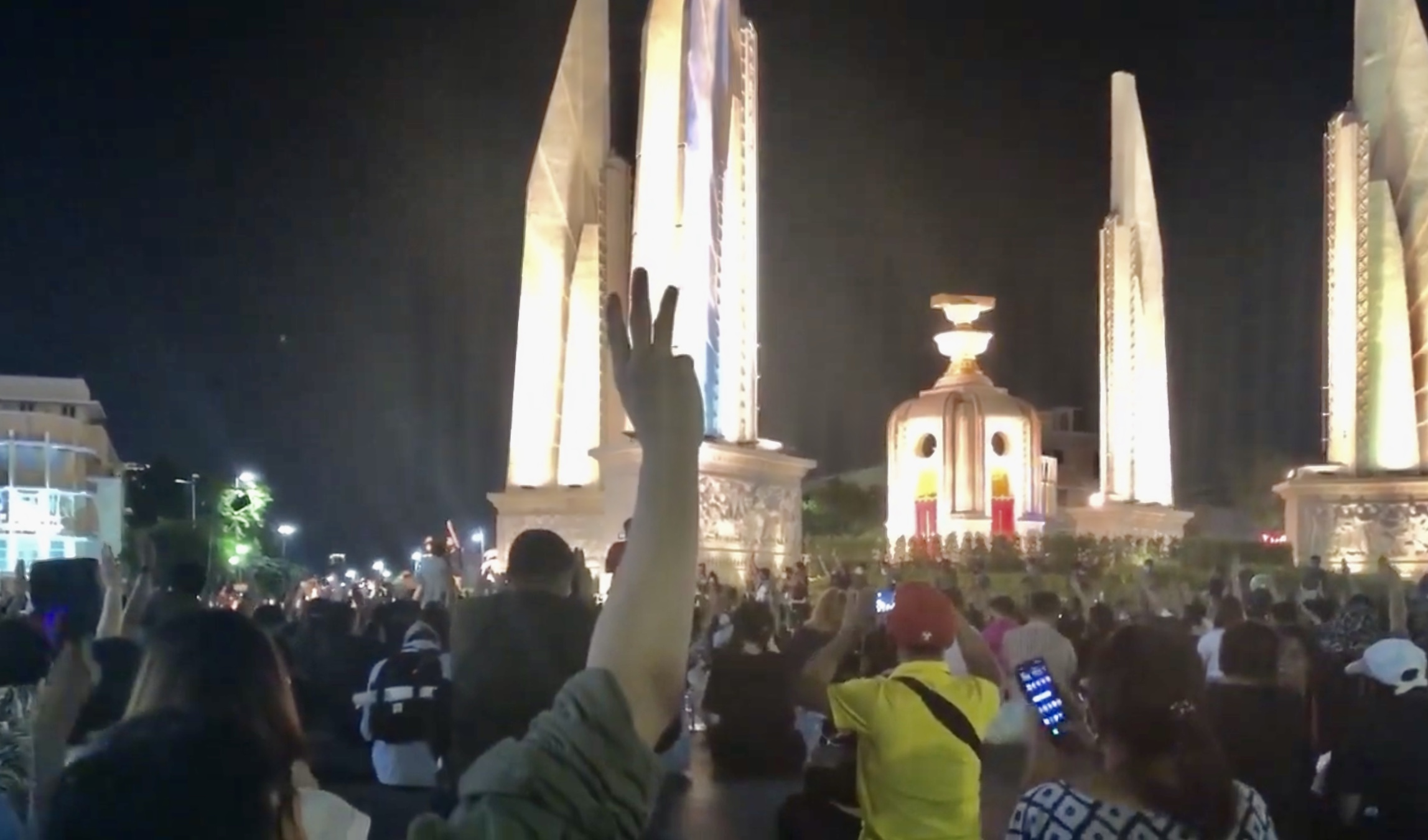
在曼谷民主紀念碑前的示威者

- 2020年7月，新一輪泰國示威爆發，其後，在8月，有泰國的示威者在街頭舉起「我們會共同對抗獨裁政權，因為我們是奶茶聯盟」標語，聲援香港的反送中運動。[20]另一方面，台北亦有民眾聚集聲援泰國示威；香港民主派人士黃之鋒在社交網絡上聲援泰國示威，並標籤「#奶茶聯盟」。一名參與示威的泰國學生接受《路透社》訪問時，表示希望跨出網絡上的筆戰，改為現實中的實際行動，希望建立泛亞民主聯盟。[3]與此同時，湄公河委员会8月發佈了報告，顯示湄公河下游流域水量再創新低，造成生態失衡和社會經濟影響，令美國國務卿也發推文關注議題，「奶茶聯盟」亦隨即使用相關的標籤，稱「香港必須制止中國共產黨的霸凌」。[21]

- 2020年9月電影《花木蘭》上映前，由於主演刘亦菲此前在反送中運動期间公開表態支持香港警察，香港社運人士黃之鋒在Twitter呼籲所有志同道合者抵制该電影，台灣、泰國等地的網民亦響應，轉發「#BoycottMulan」標籤。有泰國網民寫道，花木兰角色一向給予英雄、勇氣、犧牲的感覺，此片主角卻「只為警察暴力發聲」，指相比之下，周庭更符合花木蘭的形象。[22]

- 2021年2月，缅甸爆发反对军事政变的抗议活动。泰国的社运分子声援缅甸的示威者，皇家缅甸茶包的图片在网上被分享数千次。泰国艺术家新浪·维塔亚维罗伊画了一幅插画，图中贴有泰国、台湾、香港、印度和缅甸旗帜的奶茶杯出现在“奶茶联盟”的大字下，该图在网上疯传。[23]

- 2021年5月17日，Netflix独播的《禁忌女孩》在官方脸书上释出感谢海报，以不同的官方媒介语致谢播放量靠前的地方，在其贴文中则将这些地方都称为“国家”。其中，以香港区旗对应繁体中文的，致谢香港；以中華民國國旗对应简体中文的“谢谢”，并非中华民国通行的正体中文的，致谢臺灣。该帖文被部分中國大陸网民和中共背景媒体指控违反中国大陆的一个中国论述[註 1]、企图分裂中国、错误使用汉字及相对应的旗帜，引发抵制。官方脸书更新帖文，变更为无任何旗帜的感谢海报，汉字部分统一为繁体中文的[24][25]。虽然中国大陆网民认为简体中文应附上中华人民共和国国旗，但是Netflix受制于当地政令和断续的网络封锁，迄今从未在中国大陆提供服务[26][27][28]，亦未分销该剧至中国大陆境内，所以中国大陆居民几乎只以盗版途径观看该剧[29][30]。此事因泰国网民制作相关表情包，而意外与奶茶联盟连接起来[31]。

## 反應

### 政府
- 中华人民共和国外交部發言人赵立坚則回應表示支持港獨或台獨的民眾透過網路串通已非新鮮事，但他們的計謀絕對不會成功。
- 泰國政府和香港特區政府並未對「奶茶聯盟」的活動做出評論[32]。

### 民間
- 香港民主自決派社會活動家黃之鋒接受《路透社》訪問時表示奶茶聯盟這一創新的想法會促使更多學生一起來推動全球團結。
- 現居台灣的新加坡異議人士鄞義林則認為奶茶聯盟會成為人們在幽默和安全環境下表達團結的共同基礎，而那團結正以一種更具組織性和結構性的形式發展。
- 泰國朱拉隆功大学歷史系教授瓦莎娜·旺素拉瓦（Wasana Wongsurawat）則稱儘管聯盟支持者之間的聯繫現在可能不與中國相關，但它們清楚地表明中國在該地區的影響力正面臨挑戰。她也對奶茶聯盟的規模能夠擴大至不以中文為國定語言的泰國一事感到驚訝[33]。

### 社群媒體
2021年4月8日，Twitter公司使用官方賬戶「Twitter Public Policy」宣布為奶茶聯盟設計了專用Emoji，以紀念奶茶聯盟成立一週年。當推文中包含 #MilkTeaAlliance、#nnevvy 等奶茶聯盟相關標簽時將會被自動添加該 emoji。